# ویلیام وسلی پیترز
ویلیام وسلی پیترز (به انگلیسی: William Wesley Peters) متولد ۱۹۱۲، معمار آمریکایی و داماد فرانک لوید رایت بود. پیترز تمام عمر خویش را نزد فرانک لوید رایت کار کرد، و تحصیلات خود را در ام آی تی بانجام رسانید. پیترز اکثر محاسبات طرحهای فرنک لوید رایت را انجام داد، و در ۱۹۹۱ درگذشت. پیترز محاسبات مهندسی آثاری همانند فالینگ واتر و موزه گوگنهایم نیویورک را نیز برای رایت انجام داد.

## زندگی شخصی
ویلیام وسلی پیترز، که نزدیکانش او را وِس صدا می‌کردند، در ۱۲ ژوئن ۱۹۱۲ در تره‌هوت، ایندیانا متولد شد. پدرش سردبیر روزنامه بود و مادرش نیز روزنامه‌نگار و فعال سیاسی. خواهرش مارجدنت نیز با اس.آی. هایاکاوا ازدواج کرد که بعدها سناتور ایالت کالیفرنیا شد. وس در دانشگاه اوانزویل تحصیل کرد و بعدها برای دوره‌ای دو ساله به مؤسسه فناوری ماساچوست رفت.
پیترز در سال ۱۹۳۵ با سوتلانا رایت دختر فرانک لوید رایت ازدواج کرد. حاصل این ازدواج دو فرزند بود. سوتلانا رایت در سال ۱۹۴۵ با یکی از فرزندانش در حادثهٔ رانندگی درگذشت.
پیترز بعدها در سال ۱۹۷۰ با سوتلانا الیلویوا (به انگلیسی: Svetlana Alliluyeva)
ازدواج کرد که دختر استالین بود و از اتحاد جماهیر شوروی گریخته بود.

## پیترز در ایران

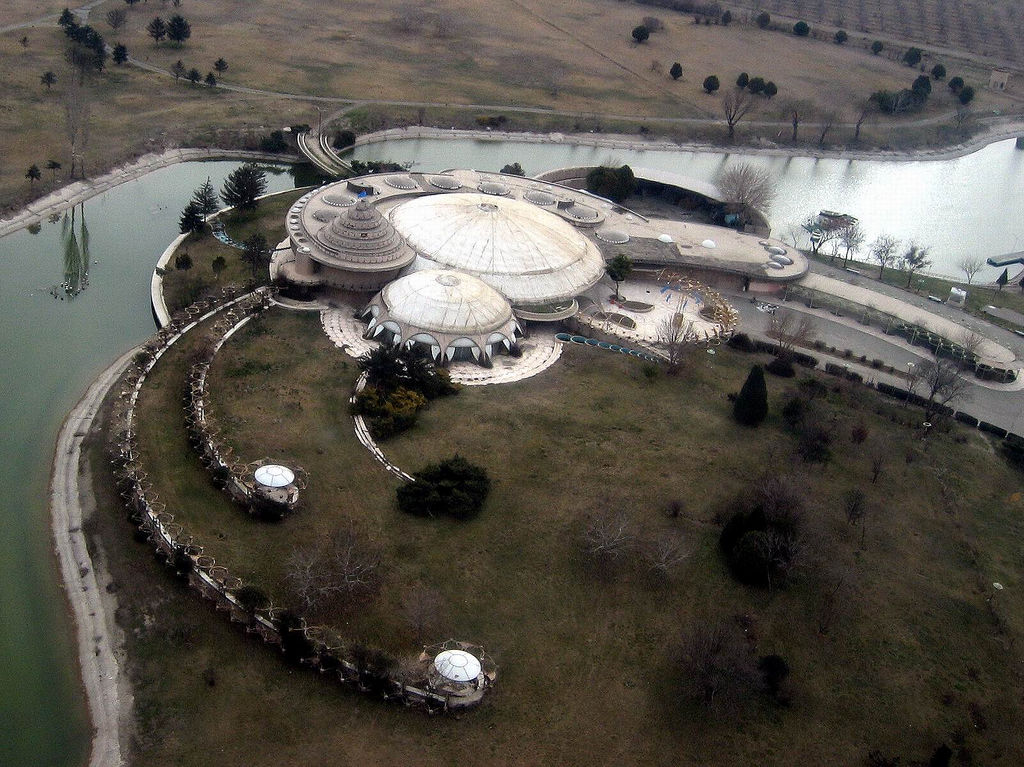
کاخ مروارید کرج

از آثار مهم پیترز طراحی و ساخت کاخ مروارید در مهرشهر کرج است. ساختمان مدرسه عالی دماوند (دانشگاه پیام نور فعلی) و کاخ مهرآفرین در چالوس نیز از کارهای دیگر او در بنیاد فرانک لوید رایت می‌باشد.